# Adil Candemir
Adil Candemir (ur. w 1917 w Amasyi, zm. 12 stycznia 1989) – turecki zapaśnik. Srebrny medalista olimpijski z Londynu.
Walczył w obydwu stylach, w różnych kategoriach wagowych. Zawody w 1948 były jego jedynymi igrzyskami olimpijskimi, w których wystąpił. Zdobył również brązowy medal mistrzostw świata w 1950 roku. Był również mistrzem Europy z 1949 roku.